# Casa Racoviceanu din Pitești
Casa Racoviceanu este un monument istoric aflat pe teritoriul municipiului Pitești. Potrivit tradiției, ar fi aparținut istoricului și revoluționarului pașoptist Nicolae Bălcescu.